# 阿内特·舒克
阿内特·舒克（德語：Anett Schuck，1970年4月11日—），德国女子皮划艇运动员。她曾代表德国参加1996年和2000年夏季奥林匹克运动会皮划艇比赛，获得二枚金牌，均来自女子四人皮艇500米项目。